# Benzilfosfina
Benzilfosfina, benzilfosfano ou fenilmetilfosfano é o composto orgânico aromático de fórmula C7H9P. Possui massa molecular de 124,120122 g/mol.
É um composto similar ao benzilmercaptano com o radical fosfina, -PH2, em vez do tiol, -SH.